# Виллен-ан-Дюэмуа
Вилле́н-ан-Дюэмуа́ (фр. Villaines-en-Duesmois) — коммуна во Франции, находится в регионе Бургундия. Департамент коммуны — Кот-д’Ор. Входит в состав кантона Беньё-ле-Жюиф. Округ коммуны — Монбар.
Код INSEE коммуны — 21685.

## Население
Население коммуны на 2010 год составляло 289 человек.
| 1962 | 1968 | 1975 | 1982 | 1990 | 1999 | 2010 |
| ---- | ---- | ---- | ---- | ---- | ---- | ---- |
| 476  | 408  | 328  | 292  | 258  | 251  | 289  |

## Экономика
В 2010 году среди 176 человек трудоспособного возраста (15—64 лет) 135 были экономически активными, 41 — неактивными (показатель активности — 76,7 %, в 1999 году было 74,8 %). Из 135 активных жителей работали 129 человек (75 мужчин и 54 женщины), безработных было 6 (3 мужчин и 3 женщины). Среди 41 неактивных 13 человек были учениками или студентами, 13 — пенсионерами, 15 были неактивными по другим причинам.